# Saison 2015-2016 des Pistons de Détroit
La saison 2015-2016 des Pistons de Détroit est la 75e saison de la franchise (68e en NBA) et la 59e saison dans la ville de Détroit.

## Draft
| Tour | Choix | Joueur          | Poste | Nationalité | Provenance            |
| ---- | ----- | --------------- | ----- | ----------- | --------------------- |
| 1    | 8     | Stanley Johnson | SF    | États-Unis  | Wildcats de l'Arizona |
| 2    | 38    | Darrun Hilliard | SG    | États-Unis  | Wildcats de Villanova |

## Pré-saison
| Pré-saison Total: 3-5 (Domicile : 1-3 ; Extérieur : 2-2) |

| Match | Date match | Équipe        | Score     | Meilleur marqueur    | Meilleur rebondeur  | Meilleur passeur       | Lieux Spectateurs                 | Série |
| ----- | ---------- | ------------- | --------- | -------------------- | ------------------- | ---------------------- | --------------------------------- | ----- |
| 1     | 6 octobre  | Indiana       | D 112-115 | Stanley Johnson (26) | Andre Drummond (9)  | 4 joueurs (4)          | The Palace of Auburn Hills 10 446 | 0 - 1 |
| 2     | 8 octobre  | Brooklyn      | D 83-93   | Ersan İlyasova (15)  | Andre Drummond (11) | Reggie Jackson (6)     | The Palace of Auburn Hills 10 019 | 0 - 2 |
| 3     | 10 octobre | @ Milwaukee   | V 117-88  | Marcus Morris (21)   | Andre Drummond (7)  | Dinwiddie, Jackson (8) | BMO Harris Bradley Center 7 350   | 1 - 2 |
| 4     | 13 octobre | @ Indiana     | D 97-101  | 3 joueurs (17)       | Andre Drummond (21) | Reggie Jackson (7)     | Bankers Life Fieldhouse 12 730    | 1 - 3 |
| 5     | 14 octobre | @ Chicago     | V 114-91  | Reggie Jackson (20)  | Andre Drummond (10) | 5 joueurs (4)          | United Center 21 713              | 2 - 3 |
| 6     | 14 octobre | @ San Antonio | D 92-96   | Reggie Jackson (20)  | Andre Drummond (15) | Reggie Jackson (9)     | AT&T Center 17 396                | 2 - 4 |
| 7     | 21 octobre | Charlotte     | D 94-99   | Andre Drummond (21)  | Andre Drummond (15) | Reggie Jackson (11)    | The Palace of Auburn Hills 11 096 | 2 - 5 |
| 8     | 23 octobre | Atlanta       | V 115-87  | Stanley Johnson (20) | Marcus Morris (10)  | Steve Blake (12)       | The Palace of Auburn Hills 12 804 | 3 - 5 |

## Saison régulière
| Saison régulière Total: 44-38 (Domicile : 26-15 ; Extérieur : 18-23) |

| Match | Date match | Équipe    | Score        | Meilleur marqueur             | Meilleur rebondeur  | Meilleur passeur   | Lieux Spectateurs                 | Série |
| ----- | ---------- | --------- | ------------ | ----------------------------- | ------------------- | ------------------ | --------------------------------- | ----- |
| 1     | 27 octobre | @ Atlanta | V 106-94     | Kentavious Caldwell-Pope (21) | Andre Drummond (19) | Reggie Jackson (5) | Philips Arena 19 187              | 1 - 0 |
| 2     | 28 octobre | Utah      | V 92-87      | Reggie Jackson (19)           | Andre Drummond (10) | Steve Blake (7)    | The Palace of Auburn Hills 18 434 | 2 - 0 |
| 3     | 30 octobre | Chicago   | V 98-94 (OT) | Marcus Morris (26)            | Andre Drummond (20) | Reggie Jackson (7) | The Palace of Auburn Hills 16 035 | 3 - 0 |

| Match | Date match  | Équipe           | Score     | Meilleur marqueur             | Meilleur rebondeur            | Meilleur passeur      | Lieux Spectateurs                 | Série |
| ----- | ----------- | ---------------- | --------- | ----------------------------- | ----------------------------- | --------------------- | --------------------------------- | ----- |
| 4     | 3 novembre  | Indiana          | D 82-96   | Andre Drummond (25)           | Andre Drummond (29)           | Reggie Jackson (6)    | The Palace of Auburn Hills 13 325 | 3 - 1 |
| 5     | 6 novembre  | @ Phoenix        | V 100-92  | Reggie Jackson (23)           | Andre Drummond (17)           | Reggie Jackson (7)    | Talking Stick Resort Arena 16 676 | 4 - 1 |
| 6     | 8 novembre  | @ Portland       | V 120-103 | Reggie Jackson (40)           | Andre Drummond (27)           | Reggie Jackson (5)    | Moda Center 19 393                | 5 - 1 |
| 7     | 9 novembre  | @ Golden State   | D 95-109  | Jackson, Johnson (20)         | Andre Drummond (15)           | Reggie Jackson (5)    | Oracle Arena 19 596               | 5 - 2 |
| 8     | 11 novembre | @ Sacramento     | D 92-101  | Jackson, Morris (16)          | Andre Drummond (17)           | Anthony Tolliver (4)  | Sleep Train Arena 17 317          | 5 - 3 |
| 9     | 14 novembre | @ L. A. Clippers | D 96-101  | İlyasova, Jackson (20)        | Andre Drummond (19)           | Reggie Jackson (5)    | Staples Center 19 060             | 5 - 4 |
| 10    | 15 novembre | @ L. A. Lakers   | D 85-97   | Dinwiddie, Drummond (17)      | Andre Drummond (17)           | Spencer Dinwiddie (4) | Staples Center 18 997             | 5 - 5 |
| 11    | 17 novembre | Cleveland        | V 104-99  | Andre Drummond (25)           | Andre Drummond (18)           | Reggie Jackson (12)   | The Palace of Auburn Hills 18 442 | 6 - 5 |
| 12    | 20 novembre | @ Minnesota      | V 98-86   | Andre Drummond (21)           | Baynes, Drummond, Morris (11) | Reggie Jackson (5)    | Moda Center 13 445                | 7 - 5 |
| 13    | 21 novembre | Washington       | D 95-97   | Reggie Jackson (20)           | Andre Drummond (13)           | Reggie Jackson (9)    | The Palace of Auburn Hills 15 890 | 7 - 6 |
| 14    | 23 novembre | @ Milwaukee      | D 88-109  | Kentavious Caldwell-Pope (17) | Andre Drummond (15)           | Reggie Jackson (7)    | BMO Harris Bradley Center 12 319  | 7 - 7 |
| 15    | 25 novembre | Miami            | V 104-81  | Drummond, Jackson (18)        | Andre Drummond (20)           | Reggie Jackson (7)    | The Palace of Auburn Hills 15 119 | 8 - 7 |
| 16    | 27 novembre | @ Oklahoma City  | D 87-103  | Marcus Morris (17)            | Andre Drummond (7)            | Steve Blake (7)       | Chesapeake Energy Arena 18 203    | 8 - 8 |
| 17    | 29 novembre | @ Brooklyn       | D 83-87   | Kentavious Caldwell-Pope (21) | Andre Drummond (18)           | Reggie Jackson (9)    | Barclays Center 12 823            | 8 - 9 |
| 18    | 30 novembre | Houston          | V 116-105 | Reggie Jackson (31)           | Andre Drummond (13)           | Reggie Jackson (8)    | The Palace of Auburn Hills 14 818 | 9 - 9 |

| Match | Date match  | Équipe         | Score           | Meilleur marqueur             | Meilleur rebondeur  | Meilleur passeur                            | Lieux Spectateurs                 | Série   |
| ----- | ----------- | -------------- | --------------- | ----------------------------- | ------------------- | ------------------------------------------- | --------------------------------- | ------- |
| 19    | 2 décembre  | Phoenix        | V 127-122 (OT)  | Reggie Jackson (34)           | Marcus Morris (14)  | Reggie Jackson (16)                         | The Palace of Auburn Hills 13 985 | 10 - 9  |
| 20    | 4 décembre  | Milwaukee      | V 102-95        | Jackson, Morris (23)          | Andre Drummond (23) | Reggie Jackson (5)                          | The Palace of Auburn Hills 16 963 | 11 - 9  |
| 21    | 6 décembre  | L. A. Lakers   | V 111-91        | Kentavious Caldwell-Pope (22) | Andre Drummond (15) | Reggie Jackson (6)                          | The Palace of Auburn Hills 16 394 | 12 - 9  |
| 22    | 7 décembre  | @ Charlotte    | D 84-104        | Kentavious Caldwell-Pope (16) | Ersan İlyasova (13) | Steve Blake (7)                             | Time Warner Cable Arena 16 035    | 12 - 10 |
| 23    | 9 décembre  | Memphis        | D 92-93         | Drummond, Jackson (18)        | Andre Drummond (19) | Reggie Jackson (7)                          | The Palace of Auburn Hills 13 411 | 12 - 11 |
| 24    | 11 décembre | @ Philadelphie | V 107-95        | Jackson, Morris (21)          | Andre Drummond (16) | Blake, Jackson, Morris (4)                  | Wells Fargo Center 14 020         | 13 - 11 |
| 25    | 12 décembre | Indiana        | V 118-96        | Reggie Jackson (21)           | Andre Drummond (11) | Reggie Jackson (9)                          | The Palace of Auburn Hills 14 858 | 14 - 11 |
| 26    | 14 décembre | L. A. Clippers | D 103-105 (OT)  | Reggie Jackson (34)           | Andre Drummond (15) | Reggie Jackson (7)                          | The Palace of Auburn Hills 13 525 | 14 - 12 |
| 27    | 16 décembre | Boston         | V 119-116       | Kentavious Caldwell-Pope (31) | Andre Drummond (12) | Caldwell-Pope, Jackson (3)                  | The Palace of Auburn Hills 13 120 | 15 - 12 |
| 28    | 18 décembre | @ Chicago      | V 147-144 (4OT) | Andre Drummond (33)           | Andre Drummond (21) | Reggie Jackson (13)                         | United Center 21 534              | 16 - 12 |
| 29    | 22 décembre | @ Miami        | V 93-82         | Reggie Jackson (18)           | Andre Drummond (12) | Caldwell-Pope, Jackson, Johnson, Morris (3) | American Airlines Arena 19 901    | 17 - 12 |
| 30    | 23 décembre | @ Atlanta      | D 100-107       | Andre Drummond (25)           | Andre Drummond (12) | Reggie Jackson (7)                          | Philips Arena 17 575              | 17 - 13 |
| 31    | 26 décembre | Boston         | D 93-99         | Andre Drummond (22)           | Andre Drummond (22) | Steve Blake (6)                             | The Palace of Auburn Hills 18 288 | 17 - 14 |
| 32    | 29 décembre | @ New York     | D 96-108        | Ersan Ilyasova (19)           | Andre Drummond (9)  | Reggie Jackson (9)                          | Madison Square Garden 19 812      | 17 - 15 |
| 33    | 31 décembre | Minnesota      | V 115-90        | Andre Drummond (23)           | Andre Drummond (18) | Reggie Jackson (9)                          | The Palace of Auburn Hills 15 475 | 18 - 15 |

| Match | Date match | Équipe        | Score     | Meilleur marqueur             | Meilleur rebondeur    | Meilleur passeur      | Lieux Spectateurs                 | Série   |
| ----- | ---------- | ------------- | --------- | ----------------------------- | --------------------- | --------------------- | --------------------------------- | ------- |
| 34    | 2 janvier  | @ Indiana     | D 82-94   | Kentavious Caldwell-Pope (16) | Andre Drummond (18)   | Reggie Jackson (5)    | Bankers Life Fieldhouse 18 165    | 18 - 16 |
| 35    | 4 janvier  | Orlando       | V 115-89  | Kentavious Caldwell-Pope (21) | Andre Drummond (12)   | Reggie Jackson (7)    | The Palace of Auburn Hills 14 301 | 19 - 16 |
| 36    | 6 janvier  | @ Boston      | V 99-94   | Reggie Jackson (24)           | Stanley Johnson (10)  | Reggie Jackson (6)    | TD Garden 18 624                  | 20 - 16 |
| 37    | 9 janvier  | Brooklyn      | V 103-89  | Drummond, Jackson (23)        | Ersan İlyasova (13)   | Reggie Jackson (8)    | The Palace of Auburn Hills 16 406 | 21 - 16 |
| 38    | 12 janvier | San Antonio   | D 99-109  | Kentavious Caldwell-Pope (25) | Andre Drummond (10)   | Reggie Jackson (11)   | The Palace of Auburn Hills 14 273 | 21 - 17 |
| 39    | 14 janvier | @ Memphis     | D 101-103 | Stanley Johnson (19)          | Andre Drummond (11)   | Reggie Jackson (6)    | FedExForum 15 977                 | 21 - 18 |
| 40    | 16 janvier | Golden State  | V 113-95  | Caldwell-Pope, Jackson (20)   | Andre Drummond (21)   | Reggie Jackson (8)    | The Palace of Auburn Hills 21 584 | 22 - 18 |
| 41    | 18 janvier | Chicago       | D 101-111 | İlyasova, Jackson (19)        | Andre Drummond (16)   | Reggie Jackson (6)    | The Palace of Auburn Hills 18 935 | 22 - 19 |
| 42    | 20 janvier | @ Houston     | V 123-114 | Caldwell-Pope, Morris (22)    | Andre Drummond (11)   | Reggie Jackson (9)    | Toyota Center 17 203              | 23 - 19 |
| 43    | 21 janvier | @ New Orleans | D 99-115  | Kentavious Caldwell-Pope (23) | Andre Drummond (22)   | Jackson, Jennings (5) | Smoothie King Center 15 281       | 23 - 20 |
| 44    | 23 janvier | @ Denver      | D 101-104 | Marcus Morris (20)            | Baynes, Jennings (10) | Reggie Jackson (8)    | Pepsi Center 14 646               | 23 - 21 |
| 45    | 25 janvier | @ Utah        | V 95-92   | Reggie Jackson (29)           | Ersan İlyasova (8)    | Reggie Jackson (4)    | Vivint Smart Home Arena 18 783    | 24 - 21 |
| 46    | 27 janvier | Philadelphie  | V 110-97  | Reggie Jackson (27)           | Andre Drummond (18)   | 5 joueurs (3)         | The Palace of Auburn Hills 13 712 | 25 - 21 |
| 47    | 29 janvier | Cleveland     | D 106-114 | Andre Drummond (20)           | Andre Drummond (8)    | Reggie Jackson (6)    | The Palace of Auburn Hills 21 012 | 25 - 22 |
| 48    | 30 janvier | @ Toronto     | D 107-111 | Brandon Jennings (22)         | Andre Drummond (12)   | Baynes, Morris (2)    | Air Canada Centre 19 800          | 25 - 23 |

| Match               | Date match  | Équipe                   | Score     | Meilleur marqueur    | Meilleur rebondeur  | Meilleur passeur     | Lieux Spectateurs                 | Série   |
| ------------------- | ----------- | ------------------------ | --------- | -------------------- | ------------------- | -------------------- | --------------------------------- | ------- |
| 49                  | 1er février | @ Brooklyn               | V 105-100 | Andre Drummond (21)  | Andre Drummond (18) | Reggie Jackson (6)   | Barclays Center 13 290            | 26 - 23 |
| 50                  | 3 février   | @ Boston                 | D 95-102  | Reggie Jackson (17)  | Andre Drummond (13) | Reggie Jackson (7)   | The Palace of Auburn Hills 17 297 | 26 - 24 |
| 51                  | 4 février   | New York                 | V 111-105 | Stanley Johnson (22) | Andre Drummond (13) | Jackson, Johnson (5) | The Palace of Auburn Hills 17 095 | 27 - 24 |
| 52                  | 6 février   | @ Indiana                | D 104-112 | Marcus Morris (26)   | Andre Drummond (13) | Marcus Morris (4)    | Bankers Life Fieldhouse 18 165    | 27 - 25 |
| 53                  | 8 février   | Toronto                  | D 89-103  | Ersan İlyasova (17)  | Andre Drummond (13) | Marcus Morris (6)    | The Palace of Auburn Hills 14 103 | 27 - 26 |
| 54                  | 10 février  | Denver                   | D 92-103  | Marcus Morris (19)   | Andre Drummond (16) | Hilliard, Morris (6) | The Palace of Auburn Hills 19 971 | 27 - 27 |
| All-Star Break 2016 |             |                          |           |                      |                     |                      |                                   |         |
| 55                  | 19 février  | @ Washington             | D 86-98   | Tobias Harris (21)   | Andre Drummond (13) | Reggie Jackson (5)   | Verizon Center 20 356             | 27 - 28 |
| 56                  | 21 février  | New Orléans              | D 106-111 | Jackson (34)         | Andre Drummond (14) | Steve Blake (5)      | The Palace of Auburn Hills 17 886 | 27 - 29 |
| 57                  | 22 février  | @ Cavaliers de Cleveland | V 96-88   | Jackson (23)         | Andre Drummond (15) | Jackson, Morris (4)  | The Palace of Auburn Hills 17 095 | 28 - 29 |
| 58                  | 24 février  | Philadelphie             | V 111-91  | Tobias Harris (22)   | Andre Drummond (18) | Marcus Morris (8)    | The Palace of Auburn Hills 13 429 | 29 - 29 |
| 59                  | 27 février  | @ Milwaukee              | V 102-91  | Jackson (22)         | Andre Drummond (17) | Reggie Jackson (8)   | BMO Harris Bradley Center 17 165  | 30 - 29 |
| 60                  | 28 février  | Toronto                  | V 114-101 | Jackson (19)         | Andre Drummond (18) | Reggie Jackson (8)   | The Palace of Auburn Hills 17 201 | 31 - 29 |

| Match | Date match | Équipe         | Score     | Meilleur marqueur             | Meilleur rebondeur  | Meilleur passeur             | Lieux Spectateurs                 | Série   |
| ----- | ---------- | -------------- | --------- | ----------------------------- | ------------------- | ---------------------------- | --------------------------------- | ------- |
| 61    | 2 mars     | @ San Antonio  | D 81-97   | Harris, Morris (16)           | Andre Drummond (14) | Blake, Harris (4)            | AT&T Center 18 581                | 31 - 30 |
| 62    | 5 mars     | @ New York     | D 89-102  | Andre Drummond (21)           | Andre Drummond (16) | Reggie Jackson (6)           | Madison Square Garden 19 812      | 31 - 31 |
| 63    | 6 mars     | Portland       | V 123-103 | Reggie Jackson (30)           | Andre Drummond (18) | Reggie Jackson (9)           | The Palace of Auburn Hills 18 386 | 32 - 31 |
| 64    | 9 mars     | @ Dallas       | V 102-96  | Andre Drummond (25)           | Andre Drummond (17) | Tobias Harris (5)            | American Airlines Center 20 249   | 33 - 31 |
| 65    | 11 mars    | @ Charlotte    | D 103-118 | Kentavious Caldwell-Pope (24) | Andre Drummond (9)  | Reggie Jackson (10)          | Time Warner Cable Arena 18 189    | 33 - 32 |
| 66    | 12 mars    | @ Philadelphie | V 125-111 | Reggie Jackson (24)           | Andre Drummond (15) | Reggie Jackson (10)          | Wells Fargo Center 16 087         | 34 - 32 |
| 67    | 14 mars    | @ Washington   | D 81-124  | Kentavious Caldwell-Pope (18) | Andre Drummond (12) | Stanley Johnson (4)          | Verizon Center 18 042             | 34 - 33 |
| 68    | 16 mars    | Atlanta        | D 114-118 | Kentavious Caldwell-Pope (24) | Andre Drummond (18) | Reggie Jackson (10)          | The Palace of Auburn Hills 14 121 | 34 - 34 |
| 69    | 18 mars    | Sacramento     | V 115-108 | Marcus Morris (24)            | Andre Drummond (11) | Reggie Jackson (9)           | The Palace of Auburn Hills 15 982 | 35 - 34 |
| 70    | 19 mars    | Brooklyn       | V 115-103 | Aron Baynes (21)              | Andre Drummond (9)  | Kentavious Caldwell-Pope (8) | The Palace of Auburn Hills 17 559 | 36 - 34 |
| 71    | 21 mars    | Milwaukee      | V 92-91   | Marcus Morris (21)            | Andre Drummond (16) | Reggie Jackson (5)           | The Palace of Auburn Hills 13 577 | 37 - 34 |
| 72    | 23 mars    | Orlando        | V 118-102 | Andre Drummond (30)           | Andre Drummond (14) | Reggie Jackson (9)           | The Palace of Auburn Hills 16 609 | 38 - 34 |
| 73    | 25 mars    | Charlotte      | V 112-105 | Kentavious Caldwell-Pope (21) | Andre Drummond (14) | Reggie Jackson (7)           | The Palace of Auburn Hills 17 209 | 39 - 34 |
| 74    | 26 mars    | Atlanta        | D 95-112  | Tobias Harris (21)            | Andre Drummond (17) | Steve Blake (6)              | The Palace of Auburn Hills 17 857 | 39 - 35 |
| 75    | 29 mars    | Oklahoma City  | V 88-82   | Marcus Morris (24)            | Andre Drummond (15) | Caldwell-Pope, Jackson (6)   | The Palace of Auburn Hills 18 201 | 40 - 35 |

| Match | Date match | Équipe      | Score          | Meilleur marqueur             | Meilleur rebondeur  | Meilleur passeur              | Lieux Spectateurs                 | Série   |
| ----- | ---------- | ----------- | -------------- | ----------------------------- | ------------------- | ----------------------------- | --------------------------------- | ------- |
| 76    | 1er avril  | Dallas      | D 89-98        | Marcus Morris (31)            | Andre Drummond (17) | Reggie Jackson (10)           | The Palace of Auburn Hills 19 031 | 40 - 36 |
| 77    | 2 avril    | @ Chicago   | V 94-90        | Reggie Jackson (22)           | Andre Drummond (11) | Drummond, Harris, Jackson (4) | United Center 22 197              | 41 - 36 |
| 78    | 5 avril    | @ Miami     | D 89-107       | Harris, Jackson (21)          | Andre Drummond (13) | Blake, Jackson (3)            | American Airlines Arena 19 621    | 41 - 37 |
| 79    | 6 avril    | @ Orlando   | V 108-104      | Reggie Jackson (24)           | Andre Drummond (16) | Blake, Jackson (6)            | Amway Center 16 553               | 42 - 37 |
| 80    | 8 avril    | Washington  | V 112-99       | Reggie Jackson (39)           | Tobias Harris (9)   | Reggie Jackson (9)            | The Palace of Auburn Hills 18 207 | 43 - 37 |
| 81    | 12 avril   | Miami       | D 93-99        | Kentavious Caldwell-Pope (17) | Andre Drummond (18) | Steve Blake (7)               | The Palace of Auburn Hills 18 575 | 43 - 38 |
| 82    | 13 avril   | @ Cleveland | V 112-110 (OT) | Jodie Meeks (20)              | 3 joueurs (8)       | Steve Blake (6)               | Quicken Loans Arena               | 44 - 38 |

## Playoffs
| Playoffs Total: 0-4 (Domicile : 0-2 ; Extérieur : 0-2) |

| Match | Date match | Équipe      | Score     | Meilleur marqueur             | Meilleur rebondeur        | Meilleur passeur    | Lieux Spectateurs                 | Série |
| ----- | ---------- | ----------- | --------- | ----------------------------- | ------------------------- | ------------------- | --------------------------------- | ----- |
| 1     | 17 avril   | @ Cleveland | D 101-106 | Kentavious Caldwell-Pope (21) | Andre Drummond (11)       | Reggie Jackson (7)  | Quicken Loans Arena 20 562        | 0 - 1 |
| 2     | 20 avril   | @ Cleveland | D 90-107  | Andre Drummond (20)           | Caldwell-Pope, Harris (8) | Reggie Jackson (6)  | Quicken Loans Arena 20 562        | 0 - 2 |
| 3     | 22 avril   | Cleveland   | D 91-101  | Kentavious Caldwell-Pope (18) | Harris, Drummond (7)      | Reggie Jackson (12) | The Palace of Auburn Hills 21 584 | 0 - 3 |
| 4     | 24 avril   | Cleveland   | D 98-100  | Marcus Morris (24)            | Tobias Harris (13)        | Reggie Jackson (12) | The Palace of Auburn Hills 21 584 | 0 - 4 |

## Confrontations
| Conférence Est      | Conférence Est                               | Conférence Est                               | Conférence Est                               | Conférence Est                               | Conférence Ouest                             | Conférence Ouest                             | Conférence Ouest                             |
| Division Atlantique | Division Atlantique                          | Division Atlantique                          | Division Atlantique                          | Division Atlantique                          | Division Nord-Ouest                          | Division Nord-Ouest                          | Division Nord-Ouest                          |
| Équipe              | Domicile                                     | Domicile                                     | Extérieur                                    | Extérieur                                    | Équipe                                       | Domicile                                     | Extérieur                                    |
| ------------------- | -------------------------------------------- | -------------------------------------------- | -------------------------------------------- | -------------------------------------------- | -------------------------------------------- | -------------------------------------------- | -------------------------------------------- |
| Boston              | 119-116                                      | 93-99                                        | 99-94                                        | 95-102                                       | Denver                                       | 92-103                                       | 101-104                                      |
| Brooklyn            | 103-89                                       | 115-103                                      | 83-87                                        | 105-100                                      | Minnesota                                    | 115-90                                       | 96-86                                        |
| New York            | 111-105                                      |                                              | 96-108                                       | 89-102                                       | Oklahoma City                                | 88-82                                        | 87-103                                       |
| Philadelphie        | 110-97                                       | 111-91                                       | 107-95                                       | 125-111                                      | Portland                                     | 123-103                                      | 120-103                                      |
| Toronto             | 89-103                                       | 114-101                                      | 107-111                                      |                                              | Utah                                         | 92-87                                        | 95-92                                        |
|                     | 7–2                                          | 7–2                                          | 4–5                                          | 4–5                                          |                                              | 4–1                                          | 3–2                                          |
| Division            | 11–7                                         | 11–7                                         | 11–7                                         | 11–7                                         | Division                                     | 7–3                                          | 7–3                                          |
| Division Centrale   | Division Centrale                            | Division Centrale                            | Division Centrale                            | Division Centrale                            | Division Pacifique                           | Division Pacifique                           | Division Pacifique                           |
| Equipe              | Domicile                                     | Domicile                                     | Extérieur                                    | Extérieur                                    | Equipe                                       | Domicile                                     | Extérieur                                    |
| Chicago             | 98-94 (OT)                                   | 101-111                                      | 147-144 (4OT)                                | 94-90                                        | Golden State                                 | 113-95                                       | 95-109                                       |
| Cleveland           | 104-99                                       | 106-114                                      | 96-88                                        | 112-110 (OT)                                 | L.A. Clippers                                | 103-105 (OT)                                 | 96-101                                       |
|                     |                                              |                                              |                                              |                                              | L.A. Lakers                                  | 111-91                                       | 85-97                                        |
| Indiana             | 82-94                                        | 118-96                                       | 82-94                                        | 104-112                                      | Phoenix                                      | 127-122 (OT)                                 | 100-92                                       |
| Milwaukee           | 102-95                                       | 92-91                                        | 88-109                                       | 102-91                                       | Sacramento                                   | 115-108                                      | 92-101                                       |
|                     | 5–3                                          | 5–3                                          | 5–3                                          | 5–3                                          |                                              | 4–1                                          | 1–4                                          |
| Division            | 10-6                                         | 10-6                                         | 10-6                                         | 10-6                                         | Division                                     | 5–5                                          | 5–5                                          |
| Division Sud-Est    | Division Sud-Est                             | Division Sud-Est                             | Division Sud-Est                             | Division Sud-Est                             | Division Sud-Ouest                           | Division Sud-Ouest                           | Division Sud-Ouest                           |
| Equipe              | Domicile                                     | Domicile                                     | Extérieur                                    | Extérieur                                    | Equipe                                       | Domicile                                     | Extérieur                                    |
| Atlanta             | 114-118                                      | 95-112                                       | 106-94                                       | 100-107                                      | Dallas                                       | 89-98                                        | 102-96                                       |
| Charlotte           | 112-105                                      |                                              | 84-104                                       | 103-118                                      | Houston                                      | 116-105                                      | 123-114                                      |
| Miami               | 104-81                                       | 93-99                                        | 93-92                                        | 89-107                                       | Memphis                                      | 92-93                                        | 101-103                                      |
| Orlando             | 115-89                                       | 118-102                                      | 108-104                                      |                                              | New Orleans                                  | 106-111                                      | 99-115                                       |
| Washington          | 95-97                                        | 112-99                                       | 86-98                                        | 81-124                                       | San Antonio                                  | 99-109                                       | 81-97                                        |
|                     | 4–5                                          | 4–5                                          | 4–5                                          | 4–5                                          |                                              | 1–4                                          | 2–3                                          |
| Division            | 8–10                                         | 8–10                                         | 8–10                                         | 8–10                                         | Division                                     | 3-7                                          | 3-7                                          |
| Conférence          | 29–23 (Domicile : 16–10 ; Extérieur : 13–13) | 29–23 (Domicile : 16–10 ; Extérieur : 13–13) | 29–23 (Domicile : 16–10 ; Extérieur : 13–13) | 29–23 (Domicile : 16–10 ; Extérieur : 13–13) | Conférence                                   | 15–15 (Domicile : 9–6 ; Extérieur : 6–9)     | 15–15 (Domicile : 9–6 ; Extérieur : 6–9)     |
| Total               | 44-38 (Domicile : 26–15 ; Extérieur : 18–23) | 44-38 (Domicile : 26–15 ; Extérieur : 18–23) | 44-38 (Domicile : 26–15 ; Extérieur : 18–23) | 44-38 (Domicile : 26–15 ; Extérieur : 18–23) | 44-38 (Domicile : 26–15 ; Extérieur : 18–23) | 44-38 (Domicile : 26–15 ; Extérieur : 18–23) | 44-38 (Domicile : 26–15 ; Extérieur : 18–23) |

## Effectif actuel
| Pistons de Détroit Effectif actuel |    |                        |                          |                  |
| Entraîneur : Stan Van Gundy        |    |                        |                          |                  |
| Pivot                              | 50 | Drapeau des États-Unis | Joel Anthony             | UNLV             |
| Pivot                              | 12 | Drapeau de l'Australie | Aron Baynes              | Washington State |
| Meneur                             | 22 | Drapeau des États-Unis | Steve Blake              | Maryland         |
| Arrière, Ailier                    | 25 | Drapeau des États-Unis | Reggie Bullock           | Caroline du Nord |
| Ailier                             | 5  | Drapeau des États-Unis | Kentavious Caldwell-Pope | Georgia          |
| Meneur                             | 8  | Drapeau des États-Unis | Spencer Dinwiddie        | Colorado         |
| Pivot                              | 0  | Drapeau des États-Unis | Andre Drummond           | Connecticut      |
| Ailier                             | 34 | Drapeau des États-Unis | Tobias Harris            | Tennessee        |
| Arrière                            | 6  | Drapeau des États-Unis | Darrun Hilliard          | Villanova        |
| Meneur                             | 1  | Drapeau des États-Unis | Reggie Jackson           | Boston College   |
| Ailier                             | 3  | Drapeau des États-Unis | Stanley Johnson          | Arizona          |
| Arrière                            | 20 | Drapeau des États-Unis | Jodie Meeks              | Kentucky         |
| Ailier fort                        | 13 | Drapeau des États-Unis | Marcus Morris            | Kansas           |
| Arrière                            | 23 | Drapeau des États-Unis | Anthony Tolliver         | LSU              |
| (C) Capitaine - Blessé             |    |                        |                          |                  |

## Contrats et salaires 2015-2016
| Joueur                   | Poste      | Âge        | Exp        | Contrat                | Salaire 2015-2016 | Fin du contrat |
| ------------------------ | ---------- | ---------- | ---------- | ---------------------- | ----------------- | -------------- |
| Joueurs actuels          |            |            |            |                        |                   |                |
| Joel Anthony             | C          | 33         | 8          | 5 000 000 $ sur 2 ans  | 2 500 000 $       | 2017           |
| Aron Baynes              | PF         | 28         | 3          | 19 500 000 $ sur 3 ans | 6 500 000 $       | 2018           |
| Steve Blake              | PG         | 35         | 12         | 4 247 465 $ sur 2 ans  | 2 170 465 $       | 2016           |
| Reggie Bullock           | SF         | 24         | 2          | 5 857 804 $ sur 4 ans  | 1 252 440 $       | 2017           |
| Kentavious Caldwell-Pope | SG         | 22         | 2          | 11 995 639 $ sur 4 ans | 2 891 760 $       | 2017           |
| Spencer Dinwiddie        | PG         | 22         | 1          | 2 525 490 $ sur 3 ans  | 845,059 $         | 2017           |
| Andre Drummond           | C          | 22         | 3          | 10 659 170 $ sur 4 ans | 3 272 090 $       | 2016           |
| Tobias Harris            | SF         | 23         | 4          | 64 000 000 $ sur 4 ans | 16 000 000 $      | 2019           |
| Darrun Hilliard          | SF         | 22         | 0          | 2 489 382 $ sur 3 ans  | 600,000 $         | 2018           |
| Reggie Jackson           | PG         | 25         | 4          | 80 000 000 $ sur 5 ans | 13 913 043 $      | 2020           |
| Stanley Johnson          | SF         | 19         | 0          | 5 811 840 $ sur 2 ans  | 2 841 960 $       | 2019           |
| Jodie Meeks              | SG         | 28         | 6          | 18 810 000 $ sur 3 ans | 6 270 000 $       | 2017           |
| Marcus Morris            | PF         | 26         | 4          | 20 000 000 $ sur 4 ans | 5 000 000 $       | 2019           |
| Anthony Tolliver         | PF         | 30         | 8          | 6 000 000 $ sur 2 ans  | 3 000 000 $       | 2016           |
| Joueurs coupés           |            |            |            |                        |                   |                |
| Danny Granger            | SF         | 32         | 10         | -                      | 2 170 465 $       | -              |
| Aaron Gray               | C          | 30         | 7          | -                      | 452,049 $         | -              |
| Cartier Martin           | PF         | 31         | 7          | -                      | 1 270 964 $       | -              |
| Josh Smith               | SF         | 29         | 11         | -                      | 5 400 000 $       | -              |
|                          |            |            |            |                        |                   |                |
| Total                    | Total      | Total      | Total      | Total                  | 76 350 295 $      | Différence     |
| Salary Cap               | Salary Cap | Salary Cap | Salary Cap | Salary Cap             | 70 000 000 $      | - 6 350 295 $  |
| Luxury Tax               | Luxury Tax | Luxury Tax | Luxury Tax | Luxury Tax             | 84 700 000 $      | 8 349 705 $    |

- 2016 = Joueurs qui peuvent quitter le club à la fin de cette saison.
- 2016 = Agent libre restreint

## Transferts

### Échanges
| Juin            | Juin                                                                     | Juin                                                     | Juin                   |
| --------------- | ------------------------------------------------------------------------ | -------------------------------------------------------- | ---------------------- |
| 11 juin 2015    | Échange à deux équipes                                                   | Échange à deux équipes                                   | Échange à deux équipes |
| 11 juin 2015    | Vers Pistons de Détroit - Ersan İlyasova                                 | Vers Bucks de Milwaukee - Caron Butler - Shawne Williams | [ 2 ]                  |
| Juillet         |                                                                          |                                                          |                        |
| 9 juillet 2015  | Échange à deux équipes                                                   | Échange à deux équipes                                   | Échange à deux équipes |
| 9 juillet 2015  | Vers Pistons de Détroit - Reggie Bullock - Danny Granger - Marcus Morris | Vers Suns de Phoenix - Second tour de draft 2020         | [ 3 ]                  |
| 13 juillet 2015 | Échange à deux équipes                                                   | Échange à deux équipes                                   | Échange à deux équipes |
| 13 juillet 2015 | Vers Pistons de Détroit - Steve Blake                                    | Vers Nets de Brooklyn - Quincy Miller                    | [ 4 ]                  |
| Février         |                                                                          |                                                          |                        |
| 16 février 2016 | Échange à deux équipes                                                   | Échange à deux équipes                                   | Échange à deux équipes |
| 16 février 2016 | Vers Pistons de Détroit - Tobias Harris                                  | Vers Magic d'Orlando - Ersan İlyasova - Brandon Jennings | [ 5 ]                  |

### Joueurs qui re-signent
| Date       | Joueur         | Contrat                           | Référence |
| ---------- | -------------- | --------------------------------- | --------- |
| 20 juillet | Joel Anthony   | Contrat de 5 000 000 $ sur 2 ans  | [ 6 ]     |
| 20 juillet | Reggie Jackson | Contrat de 80 000 000 $ sur 5 ans | [ 7 ]     |

#### Options joueur et équipe
| Date       | Joueur                   | Option                                                                     |
| ---------- | ------------------------ | -------------------------------------------------------------------------- |
| 25 octobre | Kentavious Caldwell-Pope | Détroit exerce son option d'équipe de 3 680 000 $ pour la saison 2016-2017 |
| 25 octobre | Reggie Bullock           | Détroit exerce son option d'équipe de 2 560 000 $ pour la saison 2016-2017 |

### Arrivés

#### Via draft
| Date       | Joueur          | Draft                          | Contrat                                                                         | Provenance            | Référence |
| ---------- | --------------- | ------------------------------ | ------------------------------------------------------------------------------- | --------------------- | --------- |
| 20 juillet | Darrun Hilliard | Draft 2015, Tour 2, choix n°38 | Contrat de 2 500 000 $ sur 3 ans (Option d’équipe pour la saison 2017-2018)     | Wildcats de Villanova | [ 8 ]     |
| 22 juillet | Stanley Johnson | Draft 2015, Tour 1, choix n°8  | Contrat de 5 800 000 $ sur 2 ans (Option d’équipe pour les saisons 2017 à 2019) | Wildcats de l'Arizona | [ 9 ]     |

#### Via agent libre
| Date       | Joueur      | Contrat                                                                    | Provenance           | Référence |
| ---------- | ----------- | -------------------------------------------------------------------------- | -------------------- | --------- |
| 12 juillet | Aron Baynes | Contrat de 19 500 000 $ sur 3 ans (Option joueur pour la saison 2017-2018) | Spurs de San Antonio | [ 10 ]    |

#### Via Trade
| Date       | Joueur(s) ou tour(s) de draft              | Provenance         |
| ---------- | ------------------------------------------ | ------------------ |
| 11 juin    | Ersan İlyasova                             | Bucks de Milwaukee |
| 9 juillet  | Reggie Bullock Danny Granger Marcus Morris | Suns de Phoenix    |
| 13 juillet | Steve Blake                                | Nets de Brooklyn   |
| 16 février | Tobias Harris                              | Magic d'Orlando    |

### Départs

#### Via agent libre
| Date      | Joueur          | Contrat                                                                    | Vers ¹                    | Référence |
| --------- | --------------- | -------------------------------------------------------------------------- | ------------------------- | --------- |
| 9 juillet | Greg Monroe     | Contrat de 51 400 000 $ sur 3 ans (Option joueur pour la saison 2017-2018) | Bucks de Milwaukee        | [ 11 ]    |
| 20 août   | Tayshaun Prince | Contrat de 1 500 000 $ sur 1 an                                            | Timberwolves du Minnesota | [ 12 ]    |

¹ Il s'agit de l’équipe pour laquelle le joueur a signé après son départ, il a pu entre-temps changer d'équipe ou encore de pays.

#### Via Trade
| Date       | Joueur(s) ou tour(s) de draft   | Vers               |
| ---------- | ------------------------------- | ------------------ |
| 11 juin    | Shawne Williams Caron Butler    | Bucks de Milwaukee |
| 9 juillet  | Second tour de draft 2020       | Suns de Phoenix    |
| 13 juillet | Quincy Miller                   | Nets de Brooklyn   |
| 16 février | Ersan İlyasova Brandon Jennings | Magic d'Orlando    |

#### Via Waived
| Date       | Joueur                                        | Commentaire                                               |
| ---------- | --------------------------------------------- | --------------------------------------------------------- |
| 7 octobre  | Eric Griffin                                  | Non retenu dans l'équipe après les camps d’entraînements  |
| 23 octobre | Jordan Bachynski Cartier Martin Adonis Thomas | Non retenus dans l'équipe après les camps d’entraînements |
| 24 octobre | Ryan Boatright Danny Granger                  | Non retenus dans l'équipe après les camps d’entraînements |

## Récompenses
| Date        | Joueur         | récompense                                  | Référence |
| ----------- | -------------- | ------------------------------------------- | --------- |
| 2 novembre  | Andre Drummond | Joueur de la semaine dans la conférence Est | [ 13 ]    |
| 9 novembre  | Andre Drummond | Joueur de la semaine dans la conférence Est | [ 14 ]    |
| 7 décembre  | Reggie Jackson | Joueur de la semaine dans la conférence Est | [ 15 ]    |
| 21 décembre | Reggie Jackson | Joueur de la semaine dans la conférence Est | [ 16 ]    |